# Broughtonia domingensis
Broughtonia domingensis är en orkidéart som först beskrevs av John Lindley, och fick sitt nu gällande namn av Robert Allen Rolfe. Broughtonia domingensis ingår i släktet Broughtonia och familjen orkidéer. Inga underarter finns listade i Catalogue of Life.